# Albert Borsig
August Julius Albert Borsig, född 7 mars 1829 i Berlin, död där 10 april 1878, var en tysk industriman. Han var son till August Borsig.
Borsig fick sin praktiska utbildning dels i faderns verkstäder, dels genom resor. Järnvägsväsendets storartade utveckling efter 1850 föranledde honom att betydligt utvidga det från fadern ärvda företaget, men på samma gång inskränka sig till fabrikation endast av lokomotiv. År 1862 anlade han Borsigverken i Oberschlesien, som omfattade flera kolgruvor, fyra masugnar samt vals- och hammarverk. Arbetarantalet där uppgick 1875 till 3000 personer, av vilka 1 000 familjer utgjorde en särskild arbetarkoloni. Verket sköttes efter hans 1878 död av ett kuratorium. Lokomotivverkstaden vid Oranienburger Tor nedlades 1887, och verkstadsdriften koncentrerades i Moabit.